# Ray City
Ray City és una població dels Estats Units a l'estat de Geòrgia. Segons el cens del 2000 tenia 746 habitants.

## Demografia
Segons el cens del 2000, Ray City tenia 746 habitants, 296 habitatges, i 203 famílies. La densitat de població era de 360 habitants/km².
Dels 296 habitatges en un 39,2% hi vivien nens de menys de 18 anys, en un 47,6% hi vivien parelles casades, en un 15,5% dones solteres, i en un 31,1% no eren unitats familiars. En el 27,7% dels habitatges hi vivien persones soles l'11,5% de les quals corresponia a persones de 65 anys o més que vivien soles. El nombre mitjà de persones vivint en cada habitatge era de 2,52 i el nombre mitjà de persones que vivien en cada família era de 3,07.
Per edats la població es repartia de la següent manera: un 30,4% tenia menys de 18 anys, un 11,3% entre 18 i 24, un 31,2% entre 25 i 44, un 15,3% de 45 a 60 i un 11,8% 65 anys o més.
L'edat mediana era de 30 anys. Per cada 100 dones de 18 o més anys hi havia 86,7 homes.
La renda mediana per habitatge era de 25.769 $ i la renda mediana per família de 32.614 $. Els homes tenien una renda mediana de 26.354 $ mentre que les dones 17.054 $. La renda per capita de la població era de 12.788 $. Entorn del 25,1% de les famílies i el 30% de la població estaven per davall del llindar de pobresa.

## Poblacions més properes
El següent diagrama mostra les poblacions més properes.